# Megaleh Amukot
Megaleh Amukot (en hébreu : מגלה עמוקות) est un livre écrit en 1637 par le rabbin polonais Nathan Nata Spira (1585-1633).